# ناروتو شيبودن (الموسم 14)
الموسم الرابع عشر من مسلسل ناروتو شيبودن مستوحى من الجزء الثاني من مانغا ناروتو لمؤلفها ماساشي كيشيموتو. تم بدأ عرض الموسم الرابع عشر في 17 يناير 2013 على تلفاز طوكيو في اليابان وانتهى عرضه 4 يوليو 2013. وقد تمحور الجزء الرابع عشر بإستكمال ما حدث في الجزء الثالث عشر بـ«حرب النينجا العظمى الرابعة» بين ناروتو أوزوماكي ونينجا القرى المخفية ضد القوات التي تحت قيادة كابوتو، تم إخراج السلسلة بواسطة المخرج الياباني هاياتو داتيه.
تم إصدار الموسم بصيغة دي في دي بتاريخ 4 سبتمبر 2013 تحت عنوان «حرب النينجا الرابعة» (忍界大戦・彼方からの攻撃者).
يحتوي المسلسل خمس شارات موسيقية: اثنان للبداية وثلاثة للنهاية. شارة البداية الأولى (موشيمو) واستخدمت من 296 حتى 306. الشارة الثانية هي «موشيمو» أداها دايسوكي وقدواستخدمت من الحلقة 282 حتى 295. شارة البداية الثانية هي "ـ" (この声枯らして كاراشيتي كوي كونو تشن) ، شارة النهاية الثانية التي بعنوان "ـ" (ニワカ雨ニモ負ケズ نيواكا آمي) تم استخدامها بين الحلقات 307 حتى 320.
شارة النهاية الأولى هي "ـ" (ニワカ雨ニモ負ケズ سايونيرا ميموري) أستخدمت في الحلقات 296 حتى 306، والثانية (بالإنجليزية: "أستطيع أن أسمع"، رومنة: I Can Hear، ت.ح. 'آي كان هير') من الحلقات 307 حتى 319، والثالثة "ـ" (夢を抱いて～はじまりのクリスロード～ يومي أو إيدايتي - هاجيماري نو كريسرودز) وكانت للحلقة الأخيرة من الجزء فقط.

## قائمة الحلقات
| الرقم                                       | عنوان الحلقة                                                    | فصول المانغا                                | تاريخ العرض الأصلي                          |
| ...متابعة اندلاع حرب النينجا العظمى الرابعة | ...متابعة اندلاع حرب النينجا العظمى الرابعة                     | ...متابعة اندلاع حرب النينجا العظمى الرابعة | ...متابعة اندلاع حرب النينجا العظمى الرابعة |
| ------------------------------------------- | --------------------------------------------------------------- | ------------------------------------------- | ------------------------------------------- |
| 296                                         | «ناروتو ينضم للحرب!!» (ナルト, 参戦!!)                          | 545-546                                     | 17 يناير 2013                               |
| 297                                         | «شعور أب، حب أم» (父の想い, 母の愛)                             | 547-548                                     | 24 يناير 2013                               |
| 298                                         | «أخيرًا تقابلا!! ناروتو ضد إيتاشي» (ついに接触!! ナルトVSイタチ) | 548-550                                     | 31 يناير 2013                               |
| 299                                         | «المُعترف به» (認められし者)                                     | 551-552                                     | 7 فبراير 2013                               |
| 300                                         | «الميزوكاغي، الحلزون العظيم، وسراب» (水影と蜃と蜃気楼)          | 548، 552-553، 555-556                       | 14 فبراير 2013                              |
| 301                                         | «تناقض» (矛盾)                                                  | 552-555                                     | 21 فبراير 2013                              |
| 302                                         | «رعب: عفريت البخار» (恐怖・蒸危暴威)                            | 556-558                                     | 28 فبراير 2013                              |
| 303                                         | «أشباح من الماضي» (過去の亡霊)                                  | حصرية                                       | 7 مارس 2013                                 |
| 304                                         | «تقنية نقل العالم السفلي» (黄泉転身の術)                        | حصرية                                       | 14 مارس 2013                                |
| 305                                         | «الحاقد» (復讐者)                                               | حصرية                                       | 21 مارس 2013                                |
| 306                                         | «عين القلب» (心の目)                                            | حصرية                                       | 28 مارس 2013                                |
| 307                                         | «التلاشي في ضوء القمر» (月光に消ゆ)                             | 521                                         | 4أبريل 2013                                 |
| 308                                         | «ليلة هلال القمر» (三日月の夜)                                  | حصرية                                       | 11 أبريل 2013                               |
| 309                                         | «مهمة رتبة أ: المسابقة» (A級任務・御膳試合)                     | حصرية                                       | 18 أبريل 2013                               |
| 310                                         | «سقوط القلعة» (落城)                                            | حصرية                                       | 25 أبريل 2013                               |
| حلقة مستقلة                                 |                                                                 |                                             |                                             |
| 311                                         | «مقدمة الطريق إلى النينجا» (Prologue of Road to Ninja)          | حصرية                                       | 2 مايو 2013                                 |
| ...متابعة اندلاع حرب النينجا العظمى الرابعة |                                                                 |                                             |                                             |
| 312                                         | «الرجل الكبير وعين التنين» (老人と龍の目)                       | حصرية                                       | 9 مايو 2013                                 |
| 313                                         | «المطر المصحوب بالجليد، مع فرصة للبرق» (雨のち雪, ときどき雷)   | حصرية                                       | 16 مايو 2013                                |
| 314                                         | «حمامات الشمس المحزنة» (悲しい天気雨)                           | حصرية                                       | 23 مايو 2013                                |
| 315                                         | «الجليد الطويل» (名残雪)                                        | حصرية                                       | 30 مايو 2013                                |
| 316                                         | «إحياء القوات المتحالفة!!» (穢土転生連合軍!!)                   | حصرية                                       | 6 يونيو 2013                                |
| 317                                         | «شينو ضد توريني!!» (シノVSトルネ!!)                             | حصرية                                       | 13 يونيو 2013                               |
| 318                                         | «حفرة في القلب - الجينشوركي الآخر» (心の穴・もう一人の人柱力)   | حصرية                                       | 20 يونيو 2013                               |
| 319                                         | «الروح الساكنة داخل دمية» (傀儡に宿る魂)                        | حصرية                                       | 27 يونيو 2013                               |
| 320                                         | «اركض يا أوموي» (走れオモイ)                                    | حصرية                                       | 4 يوليو 2013                                |

## إصدارات منزلية
| مجلد | تاريخ         | أقراص | حلقات   | مرجع  |
| ---- | ------------- | ----- | ------- | ----- |
| 1    | 4 سبتمبر 2013 | 1     | 296–299 | [ 4 ] |
| 2    | 2 أكتوبر 2013 | 1     | 300–303 | [ 4 ] |
| 3    | 6 نوفمبر 2013 | 1     | 304–307 | [ 4 ] |
| 4    | 4 ديسمبر 2013 | 1     | 308–311 | [ 4 ] |
| 5    | 8 يناير 2014  | 1     | 312–315 | [ 4 ] |
| 6    | 5 فبراير 2014 | 1     | 316–320 | [ 4 ] |